# Айхсфелд
Айхсфелд (на немски: Eichsfeld, [ˈaɪksfɛlt]) е историческа местност в Югоизточна Долна Саксония, в Северозападна Тюрингия и в Североизточен Хесен между Харц и Вера.
Най-големите градове в Айхсфелд са Дингелстедт, Дудерстащат, Хайлбад Хайлигенщат, Лайнефелде-Ворбис и Гиболдехаузен.
Дава името на окръг Айхсфелд. Векове наред е в католическото княжество Майнц. Покровител на града е Свети Мартин.
Айхсфелд е споменат за пръв път в документ на 28 януари 897 г. in pago Eichesfelden в Регенсбург от Арнулф Каринтийски. През 1124 г. започва основания на манастири.
На Виенския конгрес 1815 г. Айхсфелд е разделен на части. По тези граници тук възниква по-късно Желязната завеса.
Поетът Хайнрих Хайне (1797 – 1856) е кръстен през 1825 г. в Хайлигенщат.
Писателят Теодор Щорм (1817 – 1888) e областен съдия в Хайлигенщат (1856 – 1863).
Неофициален химн на местността е Eichsfeldlied от 1901 г.